# Mór Ballagi

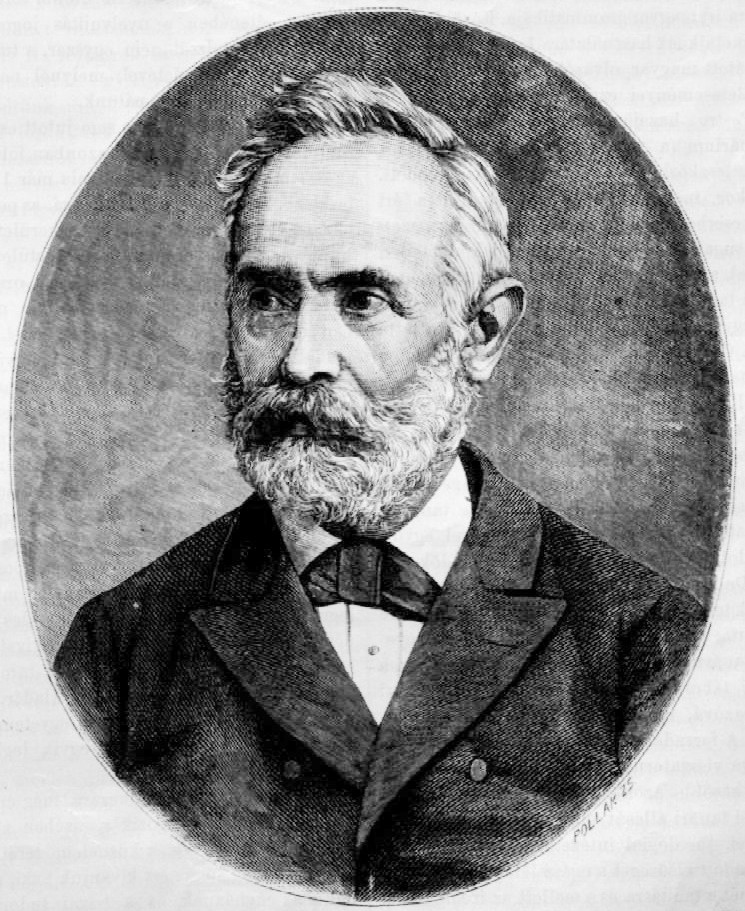
Mór Ballagi

Mór Ballagi, ursprungligen Moritz Bloch, född 18 mars 1815 i Inóc, död 1 september 1891 i Budapest, var en ungersk språkforskare. Han var far till Aladár Ballagi. 
Ballagi, som hade judiska föräldrar, arbetade för de ungerska judarnas emancipation och magyarisering, övergick 1843 till protestantismen, tjänstgjorde under revolutionsåren 1848–1849 som sekreterare vid den ungerska generalstaben, blev 1851 professor vid den reformerta teologiska fakulteten i Kecskemét och var 1855–1877 professor vid den reformerta teologiska akademien i Budapest. 
Ballagis ungerska grammatik samt ungersk-tyska och tysk-ungerska ordböcker utgick i många upplagor. Han redigerade flera protestantiska tidskrifter och utgav många religiösa och politiska skrifter.